# Jashnābād
Jashnābād (persiska: جشن آباد) är en ort i Iran.   Den ligger i provinsen Khorasan, i den nordöstra delen av landet, 700 km öster om huvudstaden Teheran. Jashnābād ligger 759 meter över havet och antalet invånare är 922.
Terrängen runt Jashnābād är platt åt nordost, men åt sydväst är den kuperad.Runt Jashnābād är det ganska glesbefolkat, med 28 invånare per kvadratkilometer. Jashnābād är det största samhället i trakten. Trakten runt Jashnābād består i huvudsak av gräsmarker.